# Deadsoul Tribe
Deadsoul Tribe fue una banda austriaca de metal progresivo fundada por Devon Graves, exmiembro de Psychotic Waltz, en el año 2000 y disuelta en el año 2010.

## Historia
Graves, que estaba acreditado en Psychotic Waltz como Buddy Lackley, abandonó la banda en 1997 y formó Deadsoul Tribe, en la que actúa como principal compositor, vocalista y guitarrista, así como productor de sus discos y flautista ocasional. El resto de la banda está formado por el batería Adel Mustafa y el bajista Roland Ivenz. En 2002 se les añadió el guitarrista Roland Kerschbaumer. El sonido del conjunto se caracteriza por sus ritmos tribales, atmósferas oscuras e inusuales compases musicales.

## Discografía
- Dead Soul Tribe (2002)
- A Murder of Crows (2003)
- The January Tree (2004)
- The Dead Word (2005)
- A Lullaby for the Devil (2007)

## Miembros

### Actuales
- Devon Graves − Voz, guitarra, teclados y flauta (2000−2010)
- Adel Moustafa − Batería (2000−2010)
- Roland Ivenz − Bajo (2000−2010)
- Roland "Rollz" Kerschbaumer − Guitarra rítmica (2002−2010)

### Antiguos
- Volker Wiltschko − Guitarra (2000−2004)